# Níkos Sifounákis
Níkos Sifounákis (en grec moderne Νίκος Σηφουνάκης) né le 21 décembre 1949 à Réthymnon en Crète est un homme politique grec, membre du PASOK et ministre adjoint des Infrastructures, des Transports et des Réseaux du gouvernement Giórgos Papandréou.

## Biographie
Níkos Sifounákis fit ses études d'architecture à l'université de Genève.
Dès 1974, il s'engagea en politique dans l'Union du Centre démocratique mais il adhéra au PASOK dès 1976.
De 1982 à 1986, il fut nomarque de Lesbos. Il fut député de l'île de 1989 à 2004. Il fut alors député européen. Réélu en 2007 puis en 2009, il entra au gouvernement grec en tant que Ministre adjoint des Infrastructures, des Transports et des Réseaux.